# Wemmenhögs härads sparbank
Wemmenhögs härads sparbank var en svensk sparbank för Vemmenhögs härad med huvudkontor i Anderslöv.
Banken stiftades i Anderslöv i november 1848. Den var en av flera skånska häradssparbanker som grundades vid den här tiden sedan befintliga sparbanker i Malmöhus län bestämt att insättningen från boende utanför verksamhetsområdet skulle begränsas.
Filialen i Skurup ombildades 1881 till en egen sparbank, senare kallad Skurups sparbank.
1884 flyttade banken in i ett hus på Landsvägen i Anderslöv.
År 1970 uppgick banken i Malmö sparbank Bikupan. Därefter har verksamheten uppgått i av Sparbanken Malmöhus 1977, Sparbanken Skåne 1984, Sparbanken Sverige 1992 och Föreningssparbanken 1997.
Vemmenhögsbankens tidigare kontor i Skivarp stängde den 6 november 2009. Den 18 november 2016 lämnade Swedbank även Anderslöv och flyttade verksamheten till Trelleborg.

## Källhänvisningar
1. ↑  Trelleborgs stads sparbank 1868-1943 : minnesskrift med anledning av sparbankens 75-årsjubileum, Emil Sommarin, 1943, s. 18
2. ↑  Trelleborgs stads sparbank 1868-1943 : minnesskrift med anledning av sparbankens 75-årsjubileum, Emil Sommarin, 1943, s. 23
3. ↑  Bybor kritiska mot att banken stänger, 9 september 2016, Trelleborgs Allehanda
4. ↑  Sparbankerna 1970, Statistiska centralbyrån, 1971
5. ↑  Tomheten tar över närhet till allt, Sydsvenskan, 12 oktober 2009
6. ↑  Swedbank stänger i Anderslöv, 6 september 2016, Trelleborgs Allehanda